# Светлое Озеро (Заинский район)
Светлое Озеро — село в Заинском районе Татарстана. Административный центр Светлоозерского сельского поселения.

## География
Находится в восточной части Татарстана на расстоянии приблизительно 10 км на юг по прямой от районного центра города Заинск у реки Степной Зай.

## История
Основано в конце XVII—XVIII. В советское время работали колхозы «Красное Озеро», «Красный Маяк», позднее СПК «Маяк» и АО  «Заинский сахар». Село входит в число населенных пунктов с кряшенским населением.

## Население
Постоянных жителей было: в 1859—575, в 1897—1164, в 1913—1410, в 1920—1303, в 1926—1345, в 1938—1133, в 1949—835, в 1958—884, в 1970—910, в 1979—749, в 1989—634, в 2002—700 (татары 75 %), 731 в 2010.